# Odjuret (roman)
Odjuret är den svenska kriminalförfattarduon Roslund & Hellströms debutroman 2004. Boken tar upp känsliga ämnen som pedofili och grova övergrepp på barn och kretsar kring vem som är brottsoffer och vem som är gärningsman, ett tema som återkommer i flera senare böcker.
Boken tilldelades utmärkelserna Glasnyckeln för Bästa nordiska kriminalroman och Guldpocket i kategorin Årets mest sålda svenska deckare 2005. Detta senare fick den för att ha uppnått mer än 50 000 sålda exemplar.
2012 släpptes ett filmat drama för TV med samma titel, i regi av Daniel Alfredson och med Ola Rapace i rollen som pappan.

## Handling
"Odjuret" är en kåkfarare vid namn Lund som våldtagit två nioåriga flickor, vilka hittas döda i ett källarförråd. Fyra år senare rymmer deras mördare från en fångtransport, och polisen vet att han kommer att slå till igen. I förorten ser en pappa, som just återvänt efter att ha lämnat sin och hustruns femåriga dotter Marie på dagis, nyheten på TV. Han anar oråd, och bara några timmar senare hittas flickan våldtagen och död. När polisens jakt på Lund drar ut på tiden, tar pappan saken i egna händer och hittar dennes gömställe före polisen. Han dödar honom.
Nu ställs rättvisan på sin spets: en död pedofil leder in i ett brottmål som berör många. Pappan som hämnats sin dotters död står inför rätta anklagad för mord. Ute i bygderna startar reaktionerna. Demonstrationer anordnas för att pappan ska släppas fri, och han frias i första instans. Nu bildas medborgargarden som agerar domare och bödel för gamla avtjänade brott. Åklagaren överklagar, och i hovrätten får rättvisan sin gång. Frågan som ställdes: vems liv är värt mest kontra lagens bokstav.